# The Deception (film 1912 Haldane)
The Deception è un cortometraggio muto del 1912 diretto da Bert Haldane.
Si conoscono pochi dati del film che, prodotto dalla Hepworth, fu distrutto nel 1924 dallo stesso produttore. Cecil M. Hepworth, in gravi difficoltà finanziarie, giunse a tanto per poter recuperare il nitrato d'argento della pellicola.

## Produzione
Il film fu prodotto dalla Hepwix (Hepworth).

## Distribuzione
Distribuito dalla Hepworth, il film - un cortometraggio di una bobina - uscì nelle sale cinematografiche britanniche l'11 aprile 1912.